# Calletaera subexpressa
Calletaera subexpressa is een vlinder uit de familie van de spanners (Geometridae). De wetenschappelijke naam van de soort is, als Acidalia subexpressa, voor het eerst geldig gepubliceerd in 1861 door Francis Walker.

## Type
Het type is een "male, in Mr. Saunders' collection"
- instituut: OUM, Oxford, Engeland
- typelocatie: Borneo, Sarawak

## Synoniemen
- Macaria ruptaria Walker, 1861 gesynonimiseerd door J.D. Holloway, 1993: 143.
  - type: "1 male"
  - instituut: OUM, Oxford, Engeland
  - typelocatie: Borneo, Sarawak
- Calletaera digrammata Wehrli, 1925
  - syntypes: 10 males en 14 females
  - instituut: ZFMK, Bonn, Duitsland
  - typelocatie: China, Lienping
- Calletaera angulata Warren, 1896
  - typelocatie: India, Khasi Hills
  - instituut: BMNH, Londen, Engeland